# Paul Chenavard

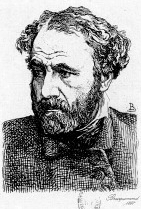
Paul Chenavard, etsning av Félix Bracquemond.

Paul Joseph Chenavard, född den 9 december 1807 i Lyon, död den 12 april 1895 i Paris, var en fransk målare.
Chenavard studerade i Paris och kopierade i Italien äldre mästare. I Rom kom han i kontakt med Peter von Cornelius och Friedrich Overbeck. Revolutionen 1848 medförde för Chenavard att han fick uppdraget att dekorera Panthéon i Paris. Arbetet med dekorationerna avbröts 1851, och därefter ägnade sig Chenavard främst åt filosofiska studier.